# Carl Hofverberg

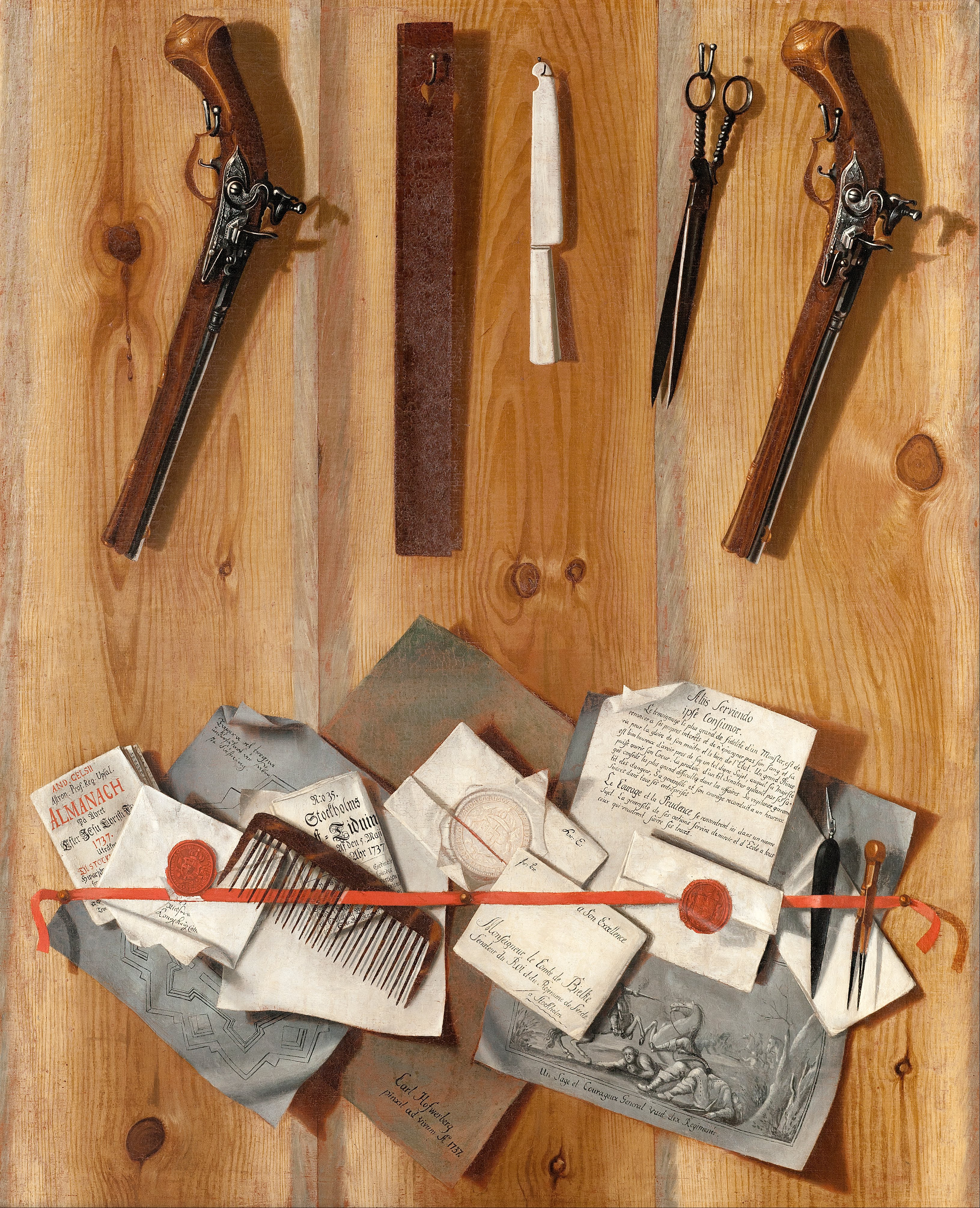
Trompe l'œil-motiv av Hofverberg.

Carl Hofverberg, född 18 april 1695 i Ragunda socken, Jämtland, död 12 mars 1765 i Bergs socken, Jämtland, var en svensk officer och konstnär. 

## Biografi
Carl Hofverberg tillhörde en släkt som var känd i Jämtland sedan 1600-talet. Fadern Salomon Hofverberg var kontraktsprost i Ragunda socken och riksdagsman för prästeståndet, och modern Katarina Sternelia var dotter till ätten Cedermarcks stamfader och Bureättling. Carl Hofverberg var ett av föräldrarnas många barn, och ägnade sig inledningsvis åt militären efter att först blivit student vid Uppsala universitet 1713. Han deltog i kriget mot Norge 1718 och hade rangen av kapten. Hofverberg blev 1753 regementskvartermästare med boställe i Åkeräng, Sunne.
Hofverberg målade konstverk och andra målningar i många kyrkor åren 1720–1764. Bevarade altartavlor av honom finns i Hammerdals kyrka och Stöde kyrka. Han var verksam även utanför Jämtland, till exempel i Torsåkers kyrka i Gästrikland.  Hans främsta arbete anses vara utformningen och målningen av altaret i Rödöns kyrka strax väster om Östersund. Detta arbete utfördes mellan 1747 och 1750 och är det första arbete i rokoko som utförts i nedre Norrland.  Carl Hofverberg har även målat porträtt av präster och några trompe-l'œil-motiv, bland annat på Geddeholm och Skokloster, och inspirerade Jonas Granberg.
Hofverberg var gift med Kristina Huss, dotter till Ericus Olai Huss och barnbarn till Johannes Olai Drake.

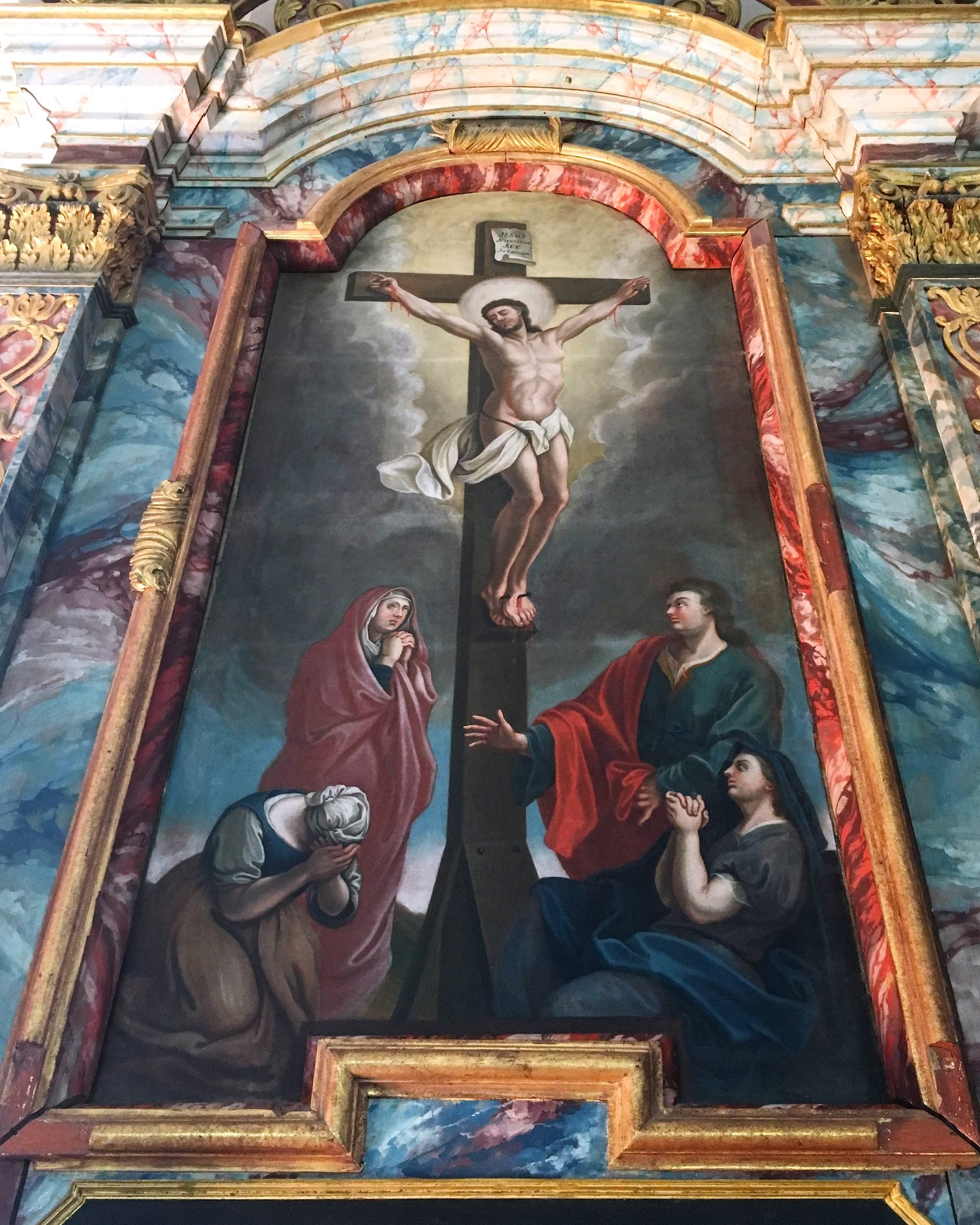
Altaret från Bergs gamla kyrka i Jämtland, utfört 1746–47 av Carl Hofverberg och Jonas Granberg.